# ХК Кристал
ХК Кристал саратов (рус. Хоккейный клуб «Кристалл» Саратов) професионални је руски хокејашки клуб из града Саратова.
Клуб се тренутно такмичи у другом рангу руског хокеја, у Вишој хокејашкој лиги и фарм-клуб је КХЛ лигаша Њефтехимик. 

## Историјат клуба
Клуб је основан 1946. године под именом Бољшевик и током историје неколико пута је мења име:
- 1950/51. Искра Саратов;
- 1951/58. Криља Советов;
- 1958/61. Труд
- 1961/65. Авангард Саратов и
- 1965/69. Енергија Саратов.

### Успеси клуба
Највеће успехе клуб је остварио током совјетске ере, углавном у нижем рагу такмичења:
- Победник прве совјетске лиге група А2 (2) - 1974, 1976.
- Финалиста прве совјетске лиге група А2 (6) - 1970, 1973, 1979, 1981, 1983, 1984.
- Треће место прве совјетске лиге (1) - 1980.
- Четвртфиналиста плеј офа руске прве лиге (1) - 1997.
- Четврфиналиста купа СССР-а (2) - 1974, 1976.

### Списак тренера клуба
- 1960—1962  Јуриј Николајев
- 1962—1964  Анатолиј Гаврилин
- 1964—1977  Роберт Черенков
- 1977—1979  Јуриј Очњев
- 1979—1983  Виктор Садомов
- 1983—1984  Роберт Черенков
- 1984—1985  Валентин Гурејев
- 1985—1986  Валентин Ањишин
- 1987—1989  Владимир Лукин
- 1989—1990  Виктор Кузњецов
- 1990—1993  Виктор Садомов
- 1993—1997  Владимир Куплинов
- 1997—1998  Виктор Садомов
- 1998—1999  Владимир Пашкин
- 1999—2000  Валериј Брагин
- 2000—2001  Сергеј Николајев
- 2001—2001  Владимир Мариничев
- 2002—2003  Сергеј Кариј
- 2003—2003  Владимир Куплинов
- 2004—2005  Генадиј Цигуров
- 2005—2006  Валериј Белоусов
- 2006—2008  Виктор Садомов
- 2008—2010  Генадиј Цигуров
- 2010—2010  Сергеј Кариј
- 2010—2011  Олег Леонтијев
- 2011—2012  Јан Захрла
- 2012—2013  Владимир Куплинов
- 2012—2013  Андреј Разин
- 2013—2014  Виктор Богатиров

## Ледена дворана
Ледена дворана Кристал у којој хокејаши истоименог клуба играју своје домаће утакмице, део је знатно ширек спортског комплекса саграђеног 1969. године.
Ледена дворана има капацитет од 5.000 места.